# 蒼井碧
蒼井 碧（あおい ぺき、1992年 -）は、日本の小説家。ドイツ・デュッセルドルフ生まれ。東京都小平市で育ち、在住。上智大学法学部法律学科卒業（民法専攻）。第16回『このミステリーがすごい!』大賞受賞。2017年12月に世界遺産検定1級を取得。現在はリース会社に勤務。受賞時は25歳で、同賞大賞受賞者の最年少。

## 略歴
2017年、『オーパーツ 死を招く至宝』で第16回『このミステリーがすごい!』大賞受賞。

## 作品リスト

### 単行本
- 『オーパーツ 死を招く至宝』（2018年1月 宝島社 / 2019年1月 宝島社文庫）
- 『建築史探偵の事件簿 新説・世界七不思議』（2020年10月 宝島社）
  - 【改題】『遺跡探偵・不結論馬の証明 世界七不思議は甦る』（2021年11月 宝島社文庫）

### アンソロジー
「」内が蒼井碧の作品
- 『3分で読める！ 誰にも言えない○○の物語』（2022年5月 宝島社文庫）「誰にも言えない拷問の物語」
- 『衝撃の1行で始まる3分間ミステリー』（2024年4月、宝島社文庫）
- 『驚愕の1行で終わる3分間ミステリー』（2024年4月、宝島社文庫）